# الويطي (الملاح)

تعديل مصدري - تعديل

الويطـي هي إحدى قرى عزلة الملاح بمديرية الملاح التابعة لمحافظة لحج، بلغ تعداد سكانها 124 نسمة حسب تعداد اليمن لعام 2004.